# Kolam Ayer
Kolam Ayer là một khu phố nhỏ ở Kallang. Nơi đây được phục vụ bởi ga tàu điện ngầm Kallang và trong tương lai là ga tàu điện ngầm Kallang Bahru.